# Championnats d'Afrique de taekwondo 2009
Navigation
Édition précédente Édition suivante
Les championnats d'Afrique de taekwondo 2009 se déroulent à Yaoundé (Cameroun) du 29 juillet au 2 août 2009. 

## Médaillés

### Hommes
| Épreuves | Or                            | Argent                        | Bronze                                                             |
| -------- | ----------------------------- | ----------------------------- | ------------------------------------------------------------------ |
| - 54 kg  | Sherif Wasfy Shaaban (EGY)    | Sami Fatnassi (MAR)           | Soumalia Ouattara (CIV) Essedink Elmiladi (LBA)                    |
| - 58 kg  | Mohamed Belgassem Faraj (LBA) | Elsaid Shawky Rezk Nasr (EGY) | Ababacar Ndiaye (SEN) Pascal Nikani Mian (CIV)                     |
| - 63 kg  | Jean Noel Obou Seri (CIV)     | Wahid Briki (TUN)             | Ezzeddine Belgasem Faraj (LBA) Hussein Mohammed (GHA)              |
| - 68 kg  | Balla Dieye (SEN)             | Isah Adam Mohammad (NGA)      | Stephane Moundounga Kombila (GAB) Abdallah Osma Tawfek Ahmed (EGY) |
| - 74 kg  | Mahmoud Abd Rabou (EGY)       | Gorome Kare (SEN)             | Marc Djedhou N'Draman (CIV) Mohamed Yussef (LBA)                   |
| - 80 kg  | Oumar Cissé (MLI)             | Seydou Gbane (CIV)            | Osama Eletreby (EGY) Tcherry Tchouake Ndjeumka (CMR)               |
| - 87 kg  | Ebu Noureddine Jamal (LBA)    | Abdelrahman El-Hendi (EGY)    | Fatao Alhassan (GHA) Claude Nkolo (GAB)                            |
| + 87 kg  | Karim Koné (CIV)              | Ezekhiel Obasi (NGA)          | Karim Hassanin (EGY) Badreddin Ibrahim Khalfuni (EGY)              |

### Femmes
| Épreuves | Or                      | Argent                      | Bronze                                              |
| -------- | ----------------------- | --------------------------- | --------------------------------------------------- |
| - 46 kg  | Yosra Akremi (TUN)      | Ruth Gbagbi (CIV)           | Adeline Madi (CMR) Sandra N'Nang (GAB)              |
| - 49 kg  | Sanaa Atabrour (MAR)    | Caroline Maher Yousry (EGY) | Hajiba Enhari (MAR) Aminata Makou Traoré (SEN)      |
| - 53 kg  | Lamyaa Bekkali (MAR)    | Hend Saleh (EGY)            | Omoowa Omoregie (NGA) Banassa Diomandé (CIV)        |
| - 57 kg  | Bineta Diedhiou (SEN)   | Josseline Eyenga (CMR)      | Ogechi Ogwudu (NGA) Isabelle Ndri Ahou Nadège (CIV) |
| - 62 kg  | Carole Toh Irika (CIV)  | Naima Bakkal (MAR)          | Noran Mohamed (EGY) Cynthia Dotsey (GHA)            |
| - 67 kg  | Hakima El Meslahy (MAR) | Sita Sanogo (CIV)           | Marcelle Edith Omgba (CMR) Bintou Gaye (SEN)        |
| - 73 kg  | Khaoula Ben Hamza (TUN) | Chrystelle Naami Yang (CMR) | Aminata Doumbia (MLI) Laetitia Koumba (GAB)         |
| + 73 kg  | Wiam Dislam (MAR)       | Graciella Mouranbou (GAB)   | Noha Abd Rabo (EGY) Abiba Djibo (CIV)               |

## Tableau des médailles
| Rang | Nation        | Or | Argent | Bronze | Total |
| ---- | ------------- | -- | ------ | ------ | ----- |
| 1    | Maroc         | 4  | 1      | 1      | 6     |
| 2    | Côte d'Ivoire | 3  | 3      | 6      | 12    |
| 3    | Égypte        | 2  | 4      | 5      | 11    |
| 4    | Tunisie       | 2  | 2      | 0      | 4     |
| 5    | Libye         | 2  | 0      | 4      | 6     |
| 6    | Ghana         | 1  | 1      | 3      | 5     |
| 7    | Mali          | 1  | 0      | 2      | 3     |
| 7    | Sénégal       | 1  | 0      | 2      | 3     |
| 9    | Cameroun      | 0  | 2      | 3      | 5     |
| 10   | Nigeria       | 0  | 0      | 2      | 2     |
| 11   | Gabon         | 0  | 1      | 4      | 5     |
|      | Total         | 16 | 16     | 32     | 64    |